# Преси-Нотр-Дам
Преси́-Нотр-Дам (фр. Précy-Notre-Dame) — коммуна во Франции, находится в регионе Шампань — Арденны. Департамент — Об. Входит в состав кантона Бриен-ле-Шато. Округ коммуны — Бар-сюр-Об.
Код INSEE коммуны — 10303.
Коммуна расположена приблизительно в 165 км к востоку от Парижа, в 65 км южнее Шалон-ан-Шампани, в 30 км к северо-востоку от Труа.

## Население
Население коммуны на 2008 год составляло 77 человек.
| 1962 | 1968 | 1975 | 1982 | 1990 | 1999 | 2008 |
| ---- | ---- | ---- | ---- | ---- | ---- | ---- |
| 81   | 91   | 91   | 77   | 76   | 68   | 77   |

## Администрация
| Период | Период | Фамилия       | Партия | Примечания |
| ------ | ------ | ------------- | ------ | ---------- |
| 2001   | 2004   | Жорж Веньель  |        |            |
| 2004   | 2008   | Дельпёш Мирей |        |            |
| 2008   |        | Оливье Жибу   |        |            |

## Экономика
В 2007 году среди 46 человек в трудоспособном возрасте (15—64 лет) 35 были экономически активными, 11 — неактивными (показатель активности — 76,1 %, в 1999 году было 65,9 %). Из 35 активных работали 33 человека (20 мужчин и 13 женщин), безработных было 2 (1 мужчина и 1 женщина). Среди 11 неактивных 2 человека были учениками или студентами, 5 — пенсионерами, 4 были неактивными по другим причинам.